# Кера (река, впадает в Юмгозеро)
Кера — малая река в Шенкурском районе Архангельской области. Берёт начало в северной части озера Келгозеро. На всём течении реки ширина русла не превышает 10 метров. В верховьях река течёт на север, принимает сток из озера Кулгозеро и поворачивает на юго-восток. После нежилой деревни Русановская река поворачивает на северо-восток и впадает в озеро Юмгозеро(Юмзеньское или Пустынное).
Длина реки — 7 км.

## Данные водного реестра
По данным государственного водного реестра России и геоинформационной системы водохозяйственного районирования территории РФ, подготовленной Федеральным агентством водных ресурсов:
- Бассейновый округ — Двинско-Печорский
- Речной бассейн — Северная Двина
- Речной подбассейн — Северная Двина ниже места слияния Вычегды и Малой Северной Двины
- Водохозяйственный участок — Вага